# Colonides drakei
Colonides drakei är en skalbaggsart som beskrevs av Schmidt 1889. Colonides drakei ingår i släktet Colonides och familjen stumpbaggar. Inga underarter finns listade i Catalogue of Life.